# Silvina Ocampo
Silvina Inocencia Ocampo Aguirre, född 28 juli 1903 i Buenos Aires, död 14 december 1993 i Buenos Aires, var en argentinsk poet.

### På svenska
- Irenes självbiografi & andra noveller, 2019, urval och översättning Siri Hultén

## Priser
- Premio Municipal de Poesía, 1945, 1953
- Premio Municipal de Literatura, 1954
- Premio Nacional de Poesía, 1962
- Premio Konex, 1984
- Gran Premio de Honor de la SADE, 1992